# Парламентские выборы в Лихтенштейне (1922)

Парламентские выборы в Лихтенштейне проходили 5 (1-й тур) и 16 (2-й тур) февраля 1922 года. Это были первые парламентские выборы после принятия в 1921 году новой Конституции, которай несколько изменила избирательный закон. В результате победу одержала оппозиционная Христианско-социальная народная партия, получившая 13 из 15 мест парламента.

## Избирательная система
По новой Конституции страны три места Ландтага, которые заполнялись по представлению князя Лихтенштейна, были отменены. Количество мест парламента было увеличено: с 7 до 9 — для округа Верхний Лихтенштейн и с 5 до 6 — для округа Нижний Лихтенштейн. Избирательный возраст был понижен с 24 лет до 21 года, хотя женщины не имели права голосовать.

## Результаты
| Партия                              | Партия                                 | Голосов | %    | Мест | +/– |
| ----------------------------------- | -------------------------------------- | ------- | ---- | ---- | --- |
|                                     | Христианско-социальная народная партия |         |      | 11   | +6  |
|                                     | Прогрессивная гражданская партия       |         |      | 4    | –3  |
| Всего                               | Всего                                  | 1 667   | 100  | 15   | 0   |
| Зарегистрированных избирателей/Явка | Зарегистрированных избирателей/Явка    | 1 951   | 85,4 | –    | –   |
| Источник: Nohlen & Stöver           |                                        |         |      |      |     |